# 10943 Brunier
10943 Brunier è un asteroide della fascia principale. Scoperto nel 1999, presenta un'orbita caratterizzata da un semiasse maggiore pari a 2,1467179 au e da un'eccentricità di 0,1744450, inclinata di 0,74964° rispetto all'eclittica.
L'asteroide è dedicato al fotoreporter francese Serge Brunier.